# سنگ‌نوشته پی‌بنای دیوار جنوبی تخت جمشید
سنگ‌نوشته پی‌بنای دیوار جنوبی تخت جمشید از کتیبه‌های موجود در تخت جمشید است که در ضلع جنوبی پارسه قرار دارد. این کتیبه توسط داریوش بزرگ و هنگامی که درب جنوبی محل آمد و شد در تخت جمشید بود به مناسبت پی‌بنای کاخ تخت جمشید نگاشته شده است. این کتیبه بر روی تخته سنگی در ابعاد ۷۲۰ در ۲۰۵ سانتی‌متر که در جبهه جنوبی کار گذاشته است، نوشته شده است. این کتیبه به چهار قسمت تقسیم شده است و در هر قسمت کتیبه‌ای به خط میخی کنده شده است. دو کتیبه سمت چپ (غربی) به خط و زبان فارسی باستان نوشته شده است. دو کتیبه سمت راست (شرقی) از چپ به راست به ترتیب به خط میخی ایلامی و خط میخی بابلی نوشته شده است.

## نخستین متن پارسی باستان

نخستین متن پارسی

اهورا مزدای بزرگ که مَهِست (بزرگترین) خدایان است. او داریوش را شاه آفرید، او را پادشاهی بخشید، به خواست اهورامزدا داریوش پادشاه است. گوید داریوش شاه: این کشور پارس که اهورامزدا به من سپرد، زیبا و خوب اسب و نیک مردم است. به خواست اهورا مزدا من داریوش شاه از دیگری نمی‌ترسم. گوید داریوش شاه: چنان باد که مرا اهورامزدا و بغان (خدایان) دوره شاهی پشتیبانی دهند و این سرزمین را اهورامزدا از سپاه (دشمن)، از سال بدو از (دیو) دروغ بپایاد. بدین سرزمین سپاه (دشمن)، بدسالی و (دیو) دروغ میاد. این را من از اهورا مزدا با ایزدان خاندان شاهی به نماز خواستارم، باشد که اهورامزدا و ایزدان خاندان شاهی این خواهشم را برآورند.

## دومین متن پارسی باستان

دومین متن پارسی

من (هستم) داریوش شاه بزرگ، شاه شاهان، شاه کشورهای بسیار، پسر ویشتاسپه هخامنشی. گوید داریوش شاه: این است کشورهایی که به خواست اهورامزدا، من به یاری این مردم پارس از آن خود کرده‌ام؛ که بیم من به دلشان نشست، و مرا باج آوردند: عیلام، ماد، بابل، عربستان، سوریه، مصر، ارمنستان، کاپادوکیه، لودیه، ایونیه، یونانیانی که در جزایر هستند و کشورهایی که آن سوی دریای (اژه) هستند، ساگارتیا، خراسان، سیستان، هرات، بلخ، سغد، خوارزم، ناحیه صدگاو، رخج، هند شمال غربی، گندارا، ناحیه سکاها، مکران. گوید داریوش شاه: اگر تو چنین می‌اندیشی: چنان باد که از دیگری نترسم. این قوم پارسی را بپای، اگر قوم پارسی پاییده شوند، اهورا برکت جاودانی بر این قوم (دودمان) ارزانی خواهد داشت.

## متن ایلامی

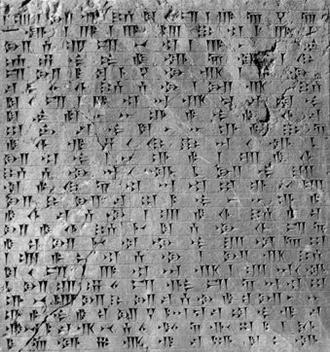
متن ایلامی

من داریوش شاه هستم، شاه بزرگ، شاه شاهان، شاه کشورهای بسیار، پسر وشتاسپه، یک هخامنشی. چنان‌که بر بالای اینجا، این دژ ساخته آمد، پیش از آن در اینجا دژی ساخته نشده بود، به خواست اهورامزدا این ارگ را من ساختم. اهورا مزدا و دیگر ایزدان را خواست که این ارگ ساخته شود. پس من آنان را ساختم و من آن را ایمن و زیبا و به اندازه ساختم چنان‌که می‌خواستم و گوید داریوش شاه: چنان باد که اهورامزدا یا دیگر ایزدان مرا بپایند و نیز این ارگ را، و گذشته از این، هر آنچه در اینجا بر پای کرده شد، مباد آن که به چنگ بدخواه و بداندیش بیفتد.

## متن بابلی

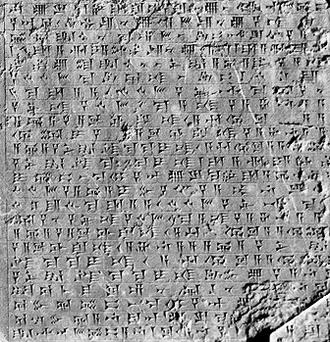
متن بابلی

بزرگ است اهورا مزدا، که مُهِست خدایان است، که آسمان و زمین را آفریده، که مردمی را آفریده و شادی را برای مردم آفریده که بر آن [زمین] می‌زیند؛ که داریوش را شاه کرده، و به وی در این جهان فراخ شهریاری بخشیده که دارای سرزمین های بسیار است [همچون] پارس، ماد و دیگر کشورها، با زبان های گوناگون؛ هم کوهستانی و هم هامون؛ هم این سوی دریا و هم آن سویش؛ هم این سوی بیابان و هم آن سویش؛ گوید داریوش شاه: اینهایند مردمانی که آنچه در اینجا به تایید اهورامزدا کرده آمده است، انجام داده‌اند؟ درست به همان گونه که فرمانشان دادم: پارس و ماد، و دیگر بوم‌ها که مردمانش زبان گونه‌گون دارند، هم کوهستان و هم هامون دارند، هم این سوی دریایند و هم آن سویش، هم این طرف بیابانند و هم آن طرفش. هر آنچه کرده ام به پشتیبانی اهورامزدا بوده است. چنان باد که اهورامزدا و دیگر ایزدان مرا بپایند و آنچه را که بنا می‌کنم.

## جایگاه

جایگاه کتیبه‌های پی‌بنای دیوار جنوبی تخت جمشید. از چپ به راست: پارسی، پارسی، عیلامی و بابلی. →شرق و غرب←

جایگاه کتیبه‌های پی‌بنای دیوار جنوبی تخت جمشید. از چپ به راست: پارسی، پارسی، عیلامی و بابلی

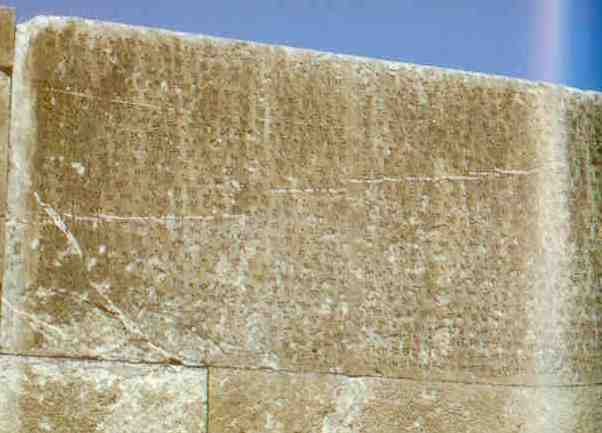
دو کتیبه پارسی (جهت غرب)